# Koss
KOSS Corporation — американская компания, выпускающая наушники (профессиональные, домашние, портативные), гарнитуры и микрофоны. Компания основана в 1953 году Джоном К. Коссом. В 1991 Майкл Дж. Косс, сын основателя Джона К. Косса, вступил во владение компанией как 

## История KOSS
Изначально компания специализировалась на прокате телевизионных приемников. Но в 1958 году Дж. Косс, работавший совместно с Матрином Лангом представили новую модель фонографа на Hi-Fi шоу в Миллуоки . Для демонстрации возможностей фонографа были использованы авиационные наушники. Неожиданно именно эта находка стала настоящим хитом. Идея открыла Дж. Коссу блестящие перспективы «головных телефонов». В том же году компания выпускает первые стереонаушники KOSS SP-3. 

## Основные вехи в истории компании
- 1960-е — выпуск наушников KOSS Beatlephone (наушники с изображением группы The Beatles). Компания становится одним из ведущих поставщиков наушников для BBC.
- 1970-e — введение обязательных испытаний всей аудиотехники KOSS на точность воспроизведения звука.
- 1980-е — выпуск одной из первых в мире моделей беспроводных наушников JCK/200. Основан звукозаписывающий лейбл KOSS Classics. Разработка и внедрение программы предоставления пожизненной гарантии на все изделия KOSS.
- 1990-е — Майкл Косc (старший сын Джона Косса) вступает во владение и управление компанией. Инновационные дизайнерские решения. Глобальное расширение ассортимента: выпуск стереонаушников с системой активного шумоподавления, моделей без оголовья, пятиканальных радионаушников, hands-free модели для промышленного и домашнего использования.

## Официальные сайты
- Официальный сайт KOSS.
- Официальный интернет-магазин KOSS
- Российский сайт дистрибьютора KOSS.
- Украинский сайт дистрибьютора KOSS.